# Vasugi Maruthamuthu
Vasugi Maruthamuthu es una deportista malasia que compitió en taekwondo. Ganó dos medallas de bronce en el Campeonato Asiático de Taekwondo en los años 1990 y 1992.

## Palmarés internacional
| Campeonato Asiático | Campeonato Asiático    | Campeonato Asiático | Campeonato Asiático |
| Año                 | Lugar                  | Medalla             | Categoría           |
| ------------------- | ---------------------- | ------------------- | ------------------- |
| 1990                | Taipéi (Taiwán)        | Medalla de bronce   | –43 kg              |
| 1992                | Kuala Lumpur (Malasia) | Medalla de bronce   | –43 kg              |